# Complex Qutb

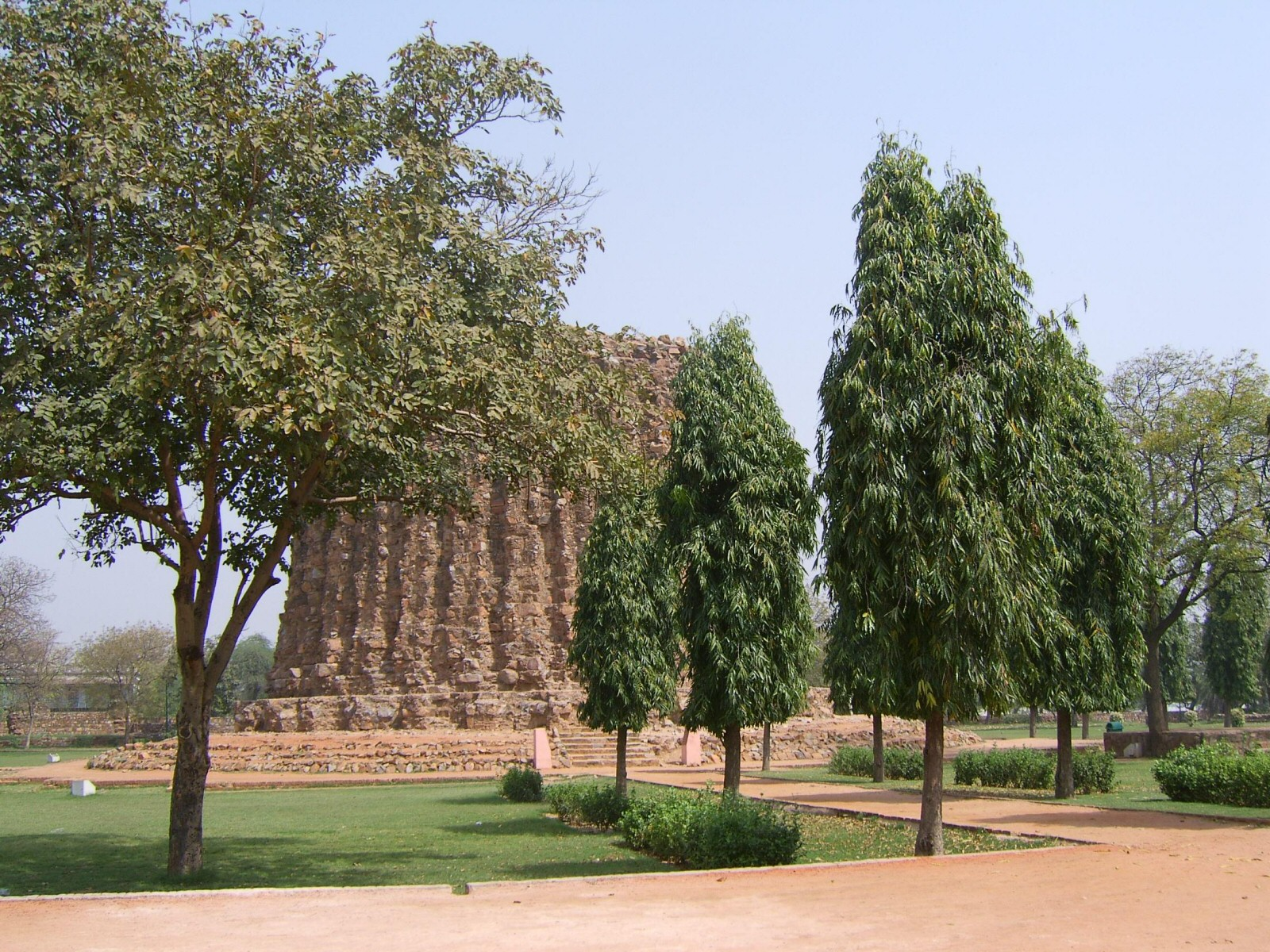
El Alai Minar

El pilar de ferro

El complex Qutb és un conjunt d'edificis i monuments a la ciutat de Delhi, a l'Índia. Qutb-ud-din Aybak, primer governant de la dinastia dels esclaus, va començar les obres d'aquest conjunt. El complex va ser ampliat pels successius governants, incloent-hi Iltutmish i Alaudín i també els britànics. Des de 1993 el conjunt del monuments a l'entorn de la torre Qutab Minar és considerat com Patrimoni de la Humanitat per la UNESCO.

## El Qutab Minar
El Qutab Minar és el monument més famós de tot el complex. Es tracta del minaret, construït en maons i marbre, més alt del món, amb una alçada total de 72,5 metres. Qutb-ud-din-Aybak en va començar la construcció el 1193.

## Alai Minar
L'Alai Minar és un minaret que va quedar incomplet. Alaudín el va començar amb la idea de superar en alçada i majestuositat al Qutab Minar, encara que només van arribar a construir 24,5 metres de minaret. En l'actualitat encara és visible el primer pis d'aquesta construcció.

## La mesquita Quwwat-ul-Islam
La mesquita Quwwat-ul-Islam va ser construïda per Qutb-ud-din-Aybak. L'obra va començar l'any 1190 quan Aibak era el cap d'una guarnició a Delhi. Es creu que la mesquita es va construir amb parts preses de 27 temples hinduistes i jainistes destruïts per Aibak. Va ser la primera mesquita construïda a Delhi després de la conquesta musulmana de l'Índia.
La mesquita es va continuar ampliant després de la mort de Qutub. El seu successor, Iltumish, va ampliar la sala d'oració amb tres arcs nous. Encara que la mesquita està actualment en ruïnes encara es poden veure restes de les parets originals.
A l'oest de la mesquita hi ha la tomba d'Iltutmish, construïda pel mateix monarca el 1235. La construcció d'aquest mausoleu representa un canvi en les tradicionals costums hinduistes d'incinerar als cadàvers.

## Ala-I-Darwaza
Ala-I-Darwaza és el nom que rep la porta d'entrada al complex. Construïda pel primer sultà de Delhi, la porta està decorada amb incrustacions de marbre i delicats gravats en pedra. La hi considera una obra mestra de l'art indo-musulmà.

## Pilar de ferro
El pilar de ferro és un dels fenòmens metal·lúrgics més curiosos del món. Aquest pilar té una altura de set metres i un pes aproximat de sis tones. Construït durant l'Imperi Maurya al segle vi, és l'única peça de l'antic temple hinduista que es va erigir en el complex que encara roman en peus. Qutub va construir la seva mesquita al voltant d'aquest pilar.
El pilar té una inscripció en la qual s'explica que va ser construït com un homenatge al déu Vishnú i en memòria del rei Chandragupta II (375 - 413). Construït amb un 98% de ferro de baixa qualitat, el pilar és la mostra de l'alt nivell que posseïen els ferrers de l'antiga Índia. El pilar ha cridat l'atenció dels arqueòlegs i els metal·lúrgics, ja que, tot i tenir més de 1600 anys d'antiguitat, no presenta cap mena de corrosió.